# Пежо тип 23
Пежо тип 23 (фр. Peugeot Type 23) је био аутомобил произведен између 1898. и 1901. од стране француског произвођача аутомобила Пежо у њиховој фабрици у Оданкуру. У том периоду је произведено 10 јединица.
Аутомобил је покретао четворотактни, двоцилиндрични мотор снаге 6-8 КС и запремине 1039 cm³. Мотор је постављен напред и преко карданског преноса давао погон на задње точкове. Аутомобил има доста заједничког са моделом тип 63 из 1904 године, као и исто међуосовинско растојање од 2100 мм.
Тип 23 је имао међуосовинско растојање од 1450 мм, дужину 2500 мм и висину 1500 мм. Каросерија је типа вагонет са простором за шест особа.